# Kanton Lesparre-Médoc
Kanton Lesparre-Médoc (fr. Canton de Lesparre-Médoc) je francouzský kanton v departementu Gironde v regionu Akvitánie. Tvoří ho 15 obcí.

## Obce kantonu
- Bégadan
- Blaignan
- Civrac-en-Médoc
- Couquèques
- Gaillan-en-Médoc
- Lesparre-Médoc
- Naujac-sur-Mer
- Ordonnac
- Prignac-en-Médoc
- Queyrac
- Saint-Christoly-Médoc
- Saint-Germain-d'Esteuil
- Saint-Yzans-de-Médoc
- Valeyrac
- Vendays-Montalivet